# Deyvillers
Deyvillers ist eine französische Gemeinde mit 1350 Einwohnern (Stand 1. Januar 2022) im Département Vosges in der Region Grand Est (bis 2015 Lothringen). Sie gehört zum Arrondissement Épinal und zum Gemeindeverband Agglomération d’Épinal.

## Geografie

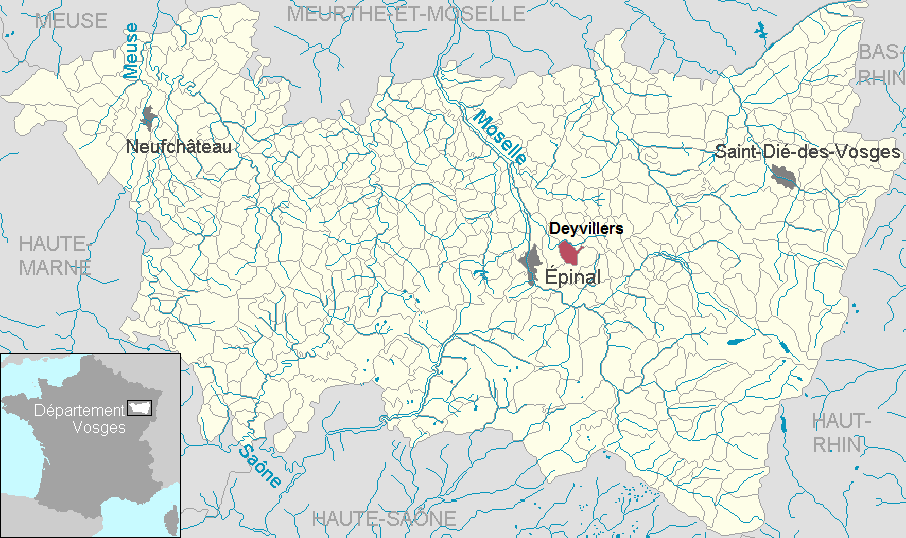
Lage der Gemeinde Deyvillers im Département Vosges

Die Gemeinde Deyvillers liegt etwa fünf Kilometer nordöstlich von Épinal, der Hauptstadt (Präfektur) des Départements Vosges.
Das etwa achteinhalb Quadratkilometer große Gemeindegebiet von Deyvillers umfasst einen Abschnitt des rechten Mosel-Nebenflusses Ruisseau le St-Oger sowie dessen südliches Hinterland, das allmählich auf Höhen über 400 Meter ansteigt. Die höchste Erhebung liegt mit 420 Metern über dem Meer auf einem Vogesen-Ausläufer im südlichsten Zipfel der Gemeinde.
Über die Hälfte des Gemeindeareals ist mit Wald bedeckt, im Süden hat die Gemeinde mit dem Noir Bois einen Anteil am Forêt d’Épinal.
Nachbargemeinden von Deyvillers sind Longchamp im Norden, Aydoilles im Osten, Épinal im Süden sowie Jeuxey im Westen.

## Geschichte
Der Ort Deyvillers wurde im Jahr 1000 erstmals urkundlich als Dei Villare erwähnt. Die Siedlung lag damals in der Vogtei Epinal, die heutige Gemeinde entstand während des Ancien Régime zusammen mit der westlichen Nachbargemeinde Jeuxey innerhalb des Bistums Metz.
Die vom König geschaffene Bürgermeisterei in Deyvillers kassierte von den Einwohnern drei große Pflüge und je fünf Franken an St. Remigius (13. Januar) sowie zu Ostern.
Die Kirche St. Lukas (Saint-Luc), 1840 errichtet, gehörte zum Dekanat Vogesen in der Diözese Saint-Die.
Von 1790 bis 1802 war Deyvillers Teil des Kantons Longchamp. 1874 wurde das Schul- und Bürgermeistergebäude (mairie-école) erbaut.
Von 2005 bis 2011 war Deyvillers Sitz des Gemeindeverbandes Est-Épinal Développement.

### Fort
Im Nordwesten der Gemeinde befindet sich mit dem Fort de Deyvillers eine der nach dem Deutsch-Französischen Krieg halbkreisförmig um Épinal angelegten großen Befestigungsanlagen.
Das Fort de Deyvillers liegt 370 Meter über dem Meer in einem Wald, einen Kilometer nordwestlich des Dorfkerns. Es wurde ab dem Jahr 1900 errichtet, um die Verteidigungslücke zwischen den Forts Adelphi und Longchamp zu schließen und die Straße von Épinal nach Saint-Dié zu sichern. Es gehörte mit seinen Infanterie- und Artilleriestellungen unter Stahlbetonkuppeln zu den damals modernsten Anlagen.
Zerstört wurde das Fort im Jahr 1943 durch die Organisation Todt, eine Wiederherstellung und Nutzung nach dem Zweiten Weltkrieg erfolgte nicht mehr. Das Fort ist heute im Besitz der Gemeinde, die in dem noch relativ gut erhaltenen Bauwerk auch Begehungen gestattet.

### Bevölkerungsentwicklung
| Jahr      | 1962 | 1968 | 1975 | 1982 | 1990 | 1999 | 2006 | 2014 | 2021 |
| --------- | ---- | ---- | ---- | ---- | ---- | ---- | ---- | ---- | ---- |
| Einwohner | 549  | 601  | 939  | 1263 | 1388 | 1452 | 1471 | 1464 | 1353 |

Im Jahr 1793 wurde zu Beginn der Zählungen mit 379 Bewohnern die bisher niedrigste Einwohnerzahl ermittelt. Die Zahlen basieren auf den Daten von cassini.ehess und INSEE.

## Sehenswürdigkeiten
- Schloss/Herrenhaus (Maison seigneuriale) in der Rue des Acacias, Monument historique[5]
- Kirche Saint-Luc aus dem Jahr 1840

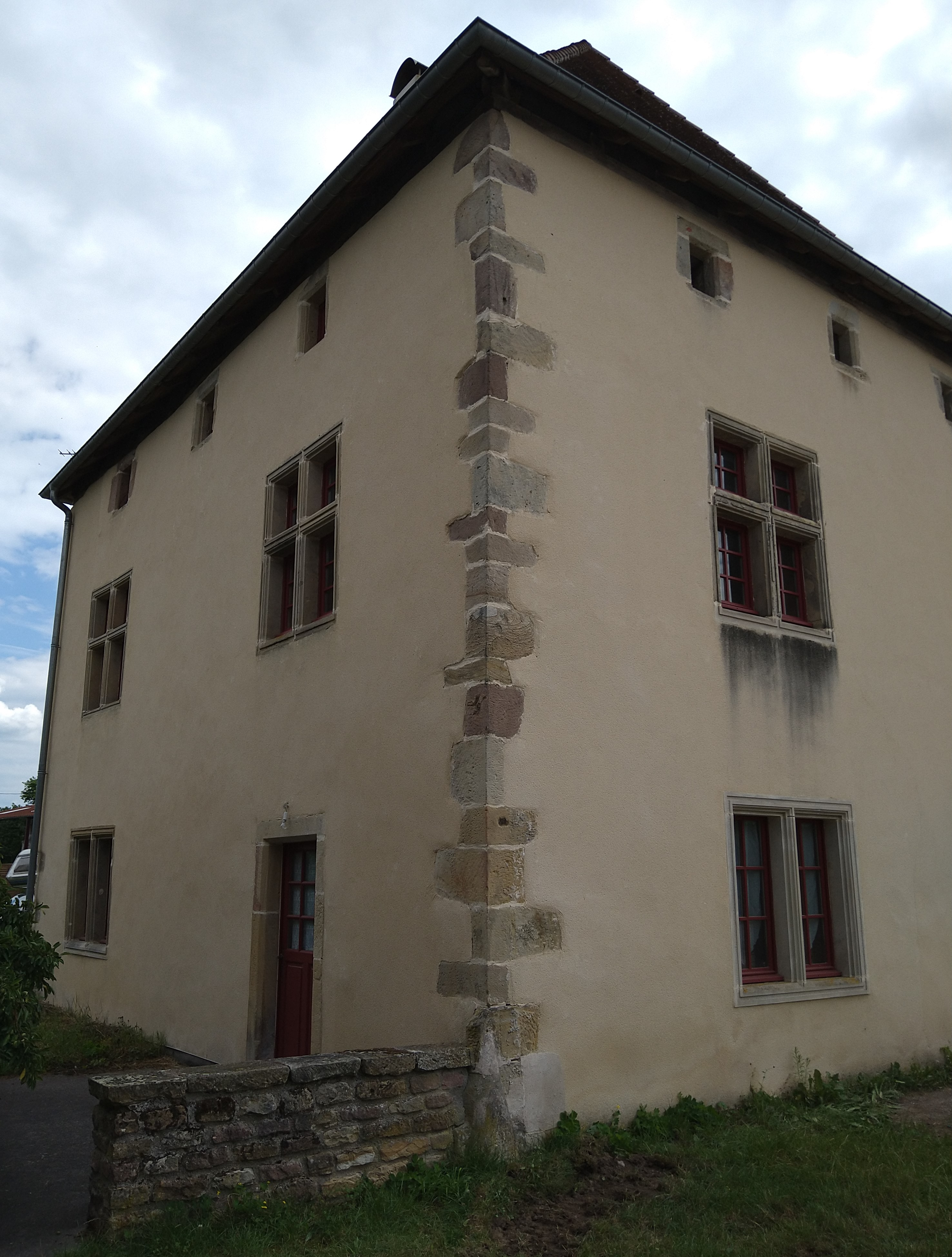
Herrenhaus (Maison seigneuriale) aus dem 16. Jahrhundert
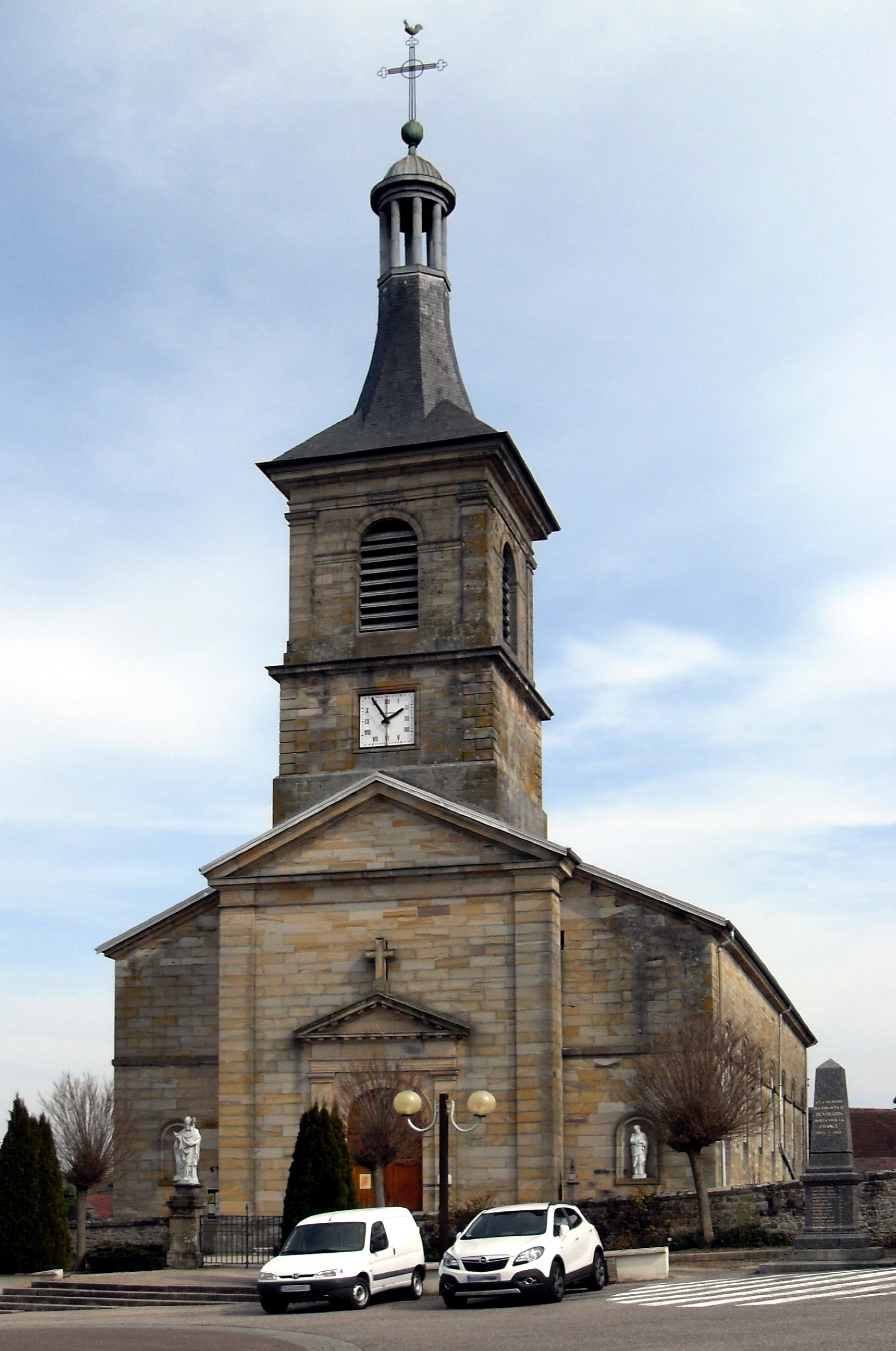
Kirche Saint-Luc

## Wirtschaft und Infrastruktur
In Deyvillers gibt es kleinere Handels- und Dienstleistungsunternehmen. Daneben pendeln viele Bewohner in die nahegelegene Industriestadt Épinal. In der Gemeinde sind fünf Landwirtschaftsbetriebe aktiv (Anbau von Getreide, Kartoffeln und Gemüse sowie Viehzucht).
Durch die Gemeinde Deyvillers führt die Fernstraße von Épinal nach Saint-Dié-des-Vosges (D 420 bzw. ehemalige RN 420). Weitere Straßen verbinden Deyvillers mit Longchamp, Vaudéville, La Baffe und Charmois-devant-Bruyères. Bahnanschlüsse bestehen im nahen Verkehrsknoten Épinal.

## Belege
1. ↑   Deyvillers auf vosges-archives.com (Memento vom 4. Juni 2015 im Internet Archive) (PDF-Datei, französisch; 121 kB)
2. ↑  Le fort de Deyvillers auf fortiffsere.fr (französisch)
3. ↑  Deyvillers auf cassini.ehess
4. ↑  Deyvillers auf INSEE
5. ↑  Maison seigneuriale in der Base Mérimée des französischen Kulturministeriums (französisch)
6. ↑  Landwirtschaftsbetriebe auf annuaire-mairie.fr (französisch)